# 1999-es MTV Movie Awards
A 1999-es MTV Movie Awards díjátadó ünnepségét 1999. június 5-én tartották a kaliforniai Barker Hangar-ban, a házigazda Lisa Kudrow volt. A műsort az MTV csatorna közvetítette.

## Díjazottak és jelöltek
A nyertesek a táblázat első sorában, félkövérrel vannak jelölve.
| Legjobb film | Leghumorosabb alakítás |
| --- | --- |
| - Keresd a nőt! - Armageddon - Ryan közlegény megmentése - Szerelmes Shakespeare - Truman Show | - Adam Sandler – A vizesnyolcas - Cameron Diaz – Keresd a nőt! - Chris Rock – Halálos fegyver 4. - Ben Stiller – Keresd a nőt! - Chris Tucker – Csúcsformában                                                                                        |
| Legjobb színész | Legjobb színésznő |
| - Jim Carrey – Truman Show - Ben Affleck – Armageddon - Tom Hanks – Ryan közlegény megmentése - Adam Sandler – A vizesnyolcas - Will Smith – A közellenség | - Cameron Diaz – Keresd a nőt! - Jennifer Love Hewitt – Buli az élet - Jennifer Lopez – Mint a kámfor - Gwyneth Paltrow – Szerelmes Shakespeare - Liv Tyler – Armageddon                                                                             |
| Legjobb akciójelenet | Legjobb gonosz |
| - Armageddon - Halálos fegyver 4. - Ronin - Ryan közlegény megmentése | - Matt Dillon – Keresd a nőt! - Stephen Dorff – Penge - Chucky – Chucky menyasszonya - Jet Li – Halálos fegyver 4. - Rose McGowan – Kemény dió |
| Legjobb csók | Legjobb harc |
| - Gwyneth Paltrow és Joseph Fiennes – Szerelmes Shakespeare - George Clooney és Jennifer Lopez – Mint a kámfor - Matt Dillon, Denise Richards és Neve Campbell – Vad vágyak - Jeremy Irons és Dominique Swain – Lolita - Ben Stiller és Cameron Diaz – Keresd a nőt! | - Ben Stiller vs. Puffy, a kutya – Keresd a nőt! - Wesley Snipes vs. vámpírok – Penge - Antonio Banderas vs. Catherine Zeta-Jones – Zorro álarca - Jackie Chan és Chris Tucker vs. kínai banda – Csúcsformában                                       |
| Legjobb zenés pillanat | Legjobb duó |
| - "I Don't Want to Miss a Thing" – Armageddon - "Are You That Somebody?" – Dr. Dolittle - "Iris" – Angyalok városa - "Nice Guys Finish Last" – Prérifarkas Blues - "Can I Get A..." – Csúcsformában                                                                  | - Jackie Chan és Chris Tucker – Csúcsformában - Ben Affleck és Liv Tyler – Armageddon - Nicolas Cage és Meg Ryan – Angyalok városa - Freddie Prinze Jr. és Rachael Leigh Cook – A csaj nem jár egyedül - Ben Stiller és Cameron Diaz – Keresd a nőt! |
| Áttörő előadást nyújtó színész | Áttörő előadást nyújtó színésznő |
| - James Van Der Beek – Prérifarkas Blues - Ray Allen – A játék ördöge - Joseph Fiennes - Szerelmes Shakespeare - Josh Hartnett - H20 – Halloween húsz évvel később - Chris Rock - Halálos fegyver 4.                                                                 | - Katie Holmes – Kísérleti patkányok - Cate Blanchett – Elizabeth - Brandy – Még mindig tudom, mit tettél tavaly nyáron - Rachael Leigh Cook – A csaj nem jár egyedül - Catherine Zeta-Jones - Zorro álarca                                          |
| Legjobb új filmkészítő | |
| - Guy Ritchie – A Ravasz, az Agy és két füstölgő puskacső | |